# 名鉄モ45形電車
名鉄モ45形電車（めいてつも45がたでんしゃ）は、かつて名古屋鉄道（名鉄）に在籍していた路面電車車両である。旧美濃電気軌道（美濃電）系のモ45・モ46と旧岡崎電気軌道（岡電）系のモ47・モ48・モ49で構成されるが、岡電系はさらに明治期製造のモ47、大正期製造のモ48・49に分けられる。これらは素性も構造も全く異なり、岐阜・岡崎それぞれの線区で別々に運用されていたが、1949年（昭和24年）の改番で同一形式に纏められていた。

## グループ別概要
1949年（昭和24年）の改番で、それまで車番のみであった軌道線区の木造二軸単車にも形式称号が付与された。岐阜市内線で運用されていた美濃電由来の木造単車群は製造時期などで区分され、最終増備車両のうち戦災を免れた2両がモ45形（45・46）に区分された。一方、岡崎市内線を走っていた岡電由来の木造単車も3両が戦災を免れたが、美濃電車両と同じくモ45形（47・48・49）に区分され、素性の異なる車両が同一形式を名乗ることになった。

### モ45・モ46
前身は日本車輌製造が1925年（大正14年）に製造した美濃電DD63・DD62号。名鉄合併後、一時期蘇東線に転出していたこともあったが、遅くとも1944年（昭和19年）には岐阜市内線所属に戻っている。
全幅が若干広いこと以外は前期車（後のモ35形）に準じた車体構造を持つが、モ35形ほかの美濃電単車群は後に客用扉取付工事が実施されたのに対し、この2両は最後までオープンデッキ構造を維持した。
1954年（昭和29年）6月には窓ガラスと側面腰板を取り外して腰部を金網張りとし、座席を一人掛けビニールシートによるクロスシートに変更するなどの改造が施され、納涼電車として使用された。岐阜市内線の納涼電車にはモ30形改造の車両もあり、使用期間はモ30形改造車と同じ本年限りとされていたが、モ45形改造車はシーズン終了後も復元されず、翌年以降も納涼電車として使用された。1957年（昭和32年）10月に廃車となるが、廃車時まで納涼電車仕様のままであったと推定される。

### モ47
前身は名古屋電車製作所が1912年（明治45年）に製造した岡電1号。明治期の車両らしく側面腰板は二段羽目で乗降扉は無く、腰部が絞られた車体は岡崎市内線の戦後車両で最も小さかった。
戦後、正面窓下にあった前照灯を屋根上に移設し、1955年（昭和30年）年には集電装置がトロリーポールからビューゲルに交換された。このほか、段落屋根型のダブルルーフ形態だったものが端部で上段を丸めた大正期増備車（モ48・49と同型）と同じ構造に改造されていたほか、側板の二段羽目も鉄板で補強されていた。
1960年（昭和35年）8月の廃車まで岡崎市内線で運用された。廃車後は岡崎電気軌道の1号車という車歴が評価され、トロリーポールに交換して1961年（昭和36年）春に犬山ラインパーク（現・日本モンキーパーク）で開催された「交通科学フェア」の展示車両となった。フェア終了後、ともに展示された尾西鉄道1号機、蒸気機関車12号機、蒸気動車6401号は博物館明治村へ移設されたが、モ47は移設されずそのままラインパークで展示され、数年後には解体された。

### モ48・モ49
前身は名古屋電車製作所が1922年（大正11年）に製造した岡電10号と1924年（大正13年）に製造した岡電11号。オープンデッキ構造は同一だが車体は岡電9号以降の新車体であり側板も短冊板縦張りであった。
モ47と同じく前照灯の移設、集電装置のビューゲル化が行われたほか、1950年代後半に簡易連結器が取り外されている。
こちらも岡崎市内線で運用され続け、モ47と同じ1960年（昭和35年）8月に廃車された。岐阜市内線のモ45・モ46がこれより前に廃車されているため、岡崎市内線3両の廃車によってモ45形は形式消滅となった。

## ギャラリー

（参考）1941年改番以前の車両外観
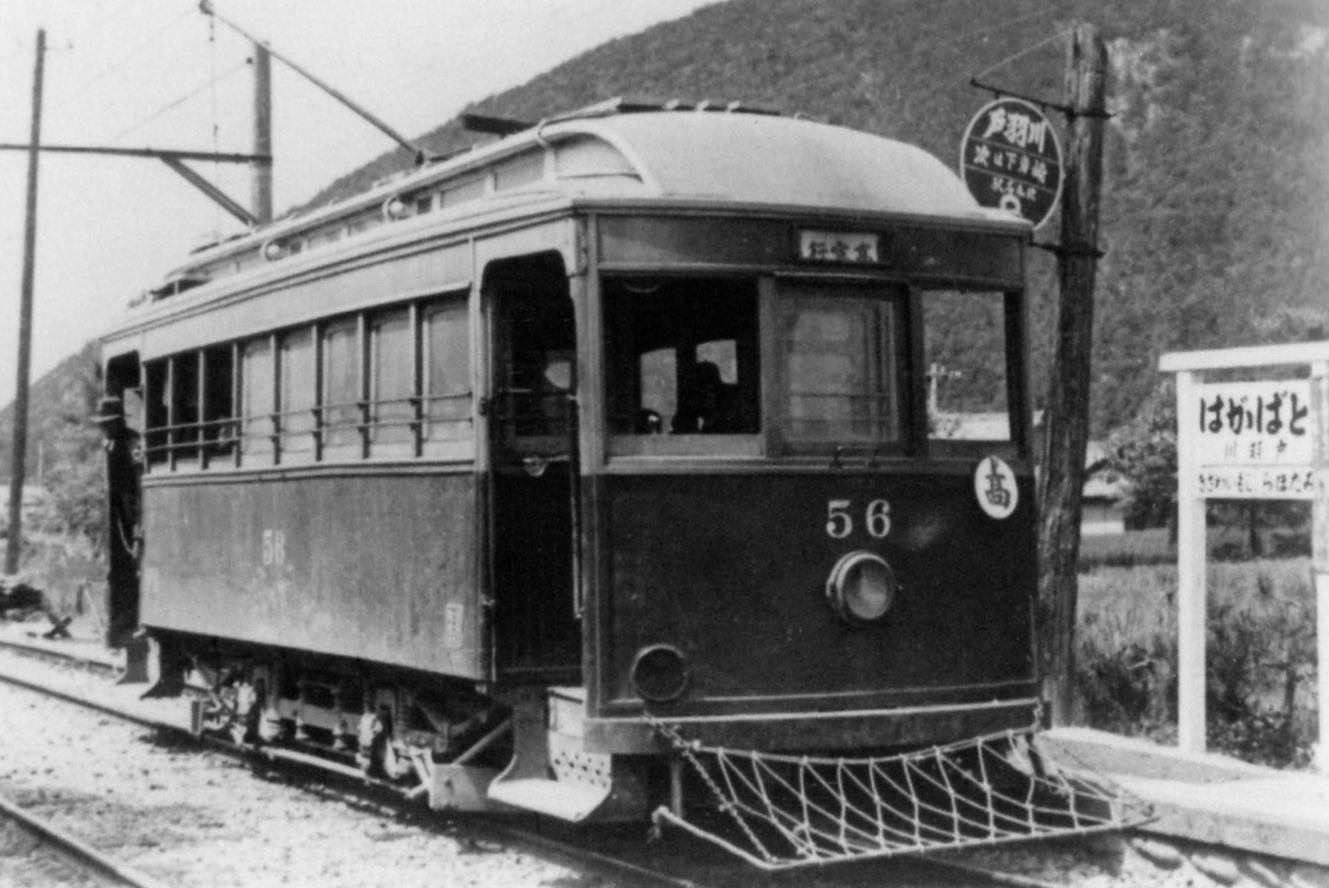
美濃電DD56号。 DD62・DD63号（→モ45形45・46）の前期車両で全幅が41mm狭い。
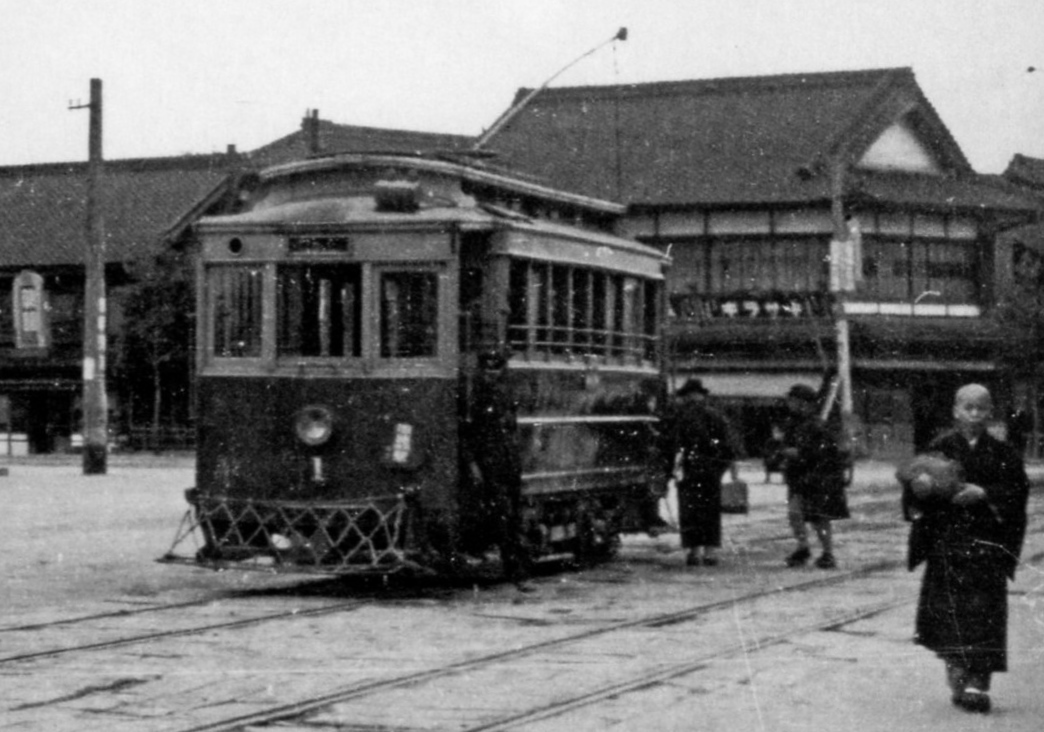
岡電1号（→モ45形47）。
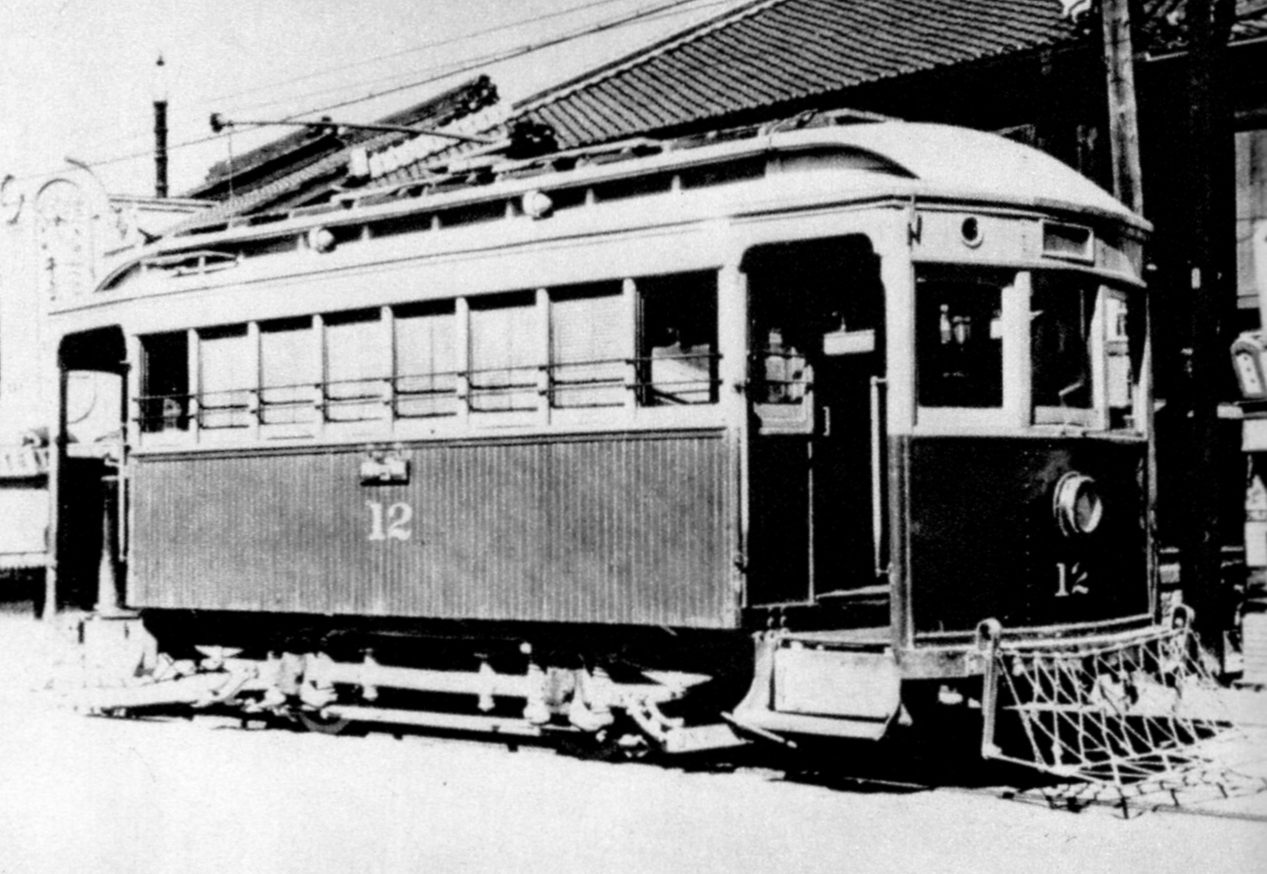
岡電12号。 岡電10・11号（モ45形48・49）の同期車両。

## 改番表
- 出典：『写真が語る名鉄80年』 pp.189-190、『名鉄岐阜線の電車 -美濃電の終焉（上）』 p.12

| 前身会社 | 製造年 | 車号 | 名鉄時代の改番 | 名鉄時代の改番 | 名鉄時代の改番 |
| 前身会社 | 製造年 | 車号 | 1941年         | 1949年         | 1949年         |
| -------- | ------ | ---- | -------------- | -------------- | -------------- |
| 美濃電軌 | 1925年 | DD63 | 47             | モ 45 形       | モ45           |
| 美濃電軌 | 1925年 | DD62 | 46             | モ 45 形       | モ46           |
| 岡崎電軌 | 1912年 | 1    | 48             | モ 45 形       | モ47           |
| 岡崎電軌 | 1922年 | 10   | 54             | モ 45 形       | モ48           |
| 岡崎電軌 | 1924年 | 11   | 55             | モ 45 形       | モ49           |

## 主要諸元
- 1955年現在[13]

| 車号             | 45・46                         | 47                             | 48                             | 49                             |
| ---------------- | ------------------------------ | ------------------------------ | ------------------------------ | ------------------------------ |
| 定員 (人)        | 46                             | 42                             | 50                             | 50                             |
| 座席 (人)        | 16                             | 12                             | 12                             | 12                             |
| 全長 (mm)        | 8,382                          | 8,331                          | 8,534                          | 8,534                          |
| 全幅 (mm)        | 2,235                          | 2,134                          | 2,286                          | 2,286                          |
| 全高 (mm)        | 3,647                          | 3,799                          | 3,799                          | 3,799                          |
| 自重 (t)         | 6.6                            | 5.3                            | 6.6                            | 6.6                            |
| 主電動機 (PS×数) | デッカー DK30-B (40×2)         | シーメンス SS-25 (25×2)        | シーメンス SS-25 (25×2)        | デッカー DK-8A (36×2)          |
| 歯車比           | 5.00                           | 4.86                           | 4.73                           | 4.73                           |
| 集電装置         | 泰平電機 ビューゲル            | 泰平電機 ビューゲル            | 泰平電機 ビューゲル            | 泰平電機 ビューゲル            |
| 制御装置         | T1C                            | SSOW                           | DB1-K                          | DB1-K                          |
| 台車             | ブリル21-E                     | ブリル21-E                     | ブリル21-E                     | ブリル21-E                     |
| 軸距 (mm)        | 1,981                          | 1,829                          | 2,438                          | 2,438                          |
| 車輪径 (mm)      | 838                            | 838                            | 838                            | 838                            |
| 制動方式         | 手ブレーキ・非常用発電ブレーキ | 手ブレーキ・非常用発電ブレーキ | 手ブレーキ・非常用発電ブレーキ | 手ブレーキ・非常用発電ブレーキ |
| 製造             | 日本車輌                       | 名古屋電車製作所               | 名古屋電車製作所               | 名古屋電車製作所               |
| 製造年           | 1925年                         | 1914年                         | 1922年                         | 1924年                         |